# 世界爱笑日

世界爱笑日标志繁体中文版

世界爱笑日（英語：World Laughter Day），或称世界大笑日，定于每年5月的第一个星期日，是一世界性的主题日。

## 起源
世界爱笑日的概念来源于风行在全世界逾6000个“大笑俱乐部”的大笑瑜伽。倡导者是印度医生、瑜伽教师马丹·卡塔利亚（Madan Kataria）。他也是“大笑瑜伽”的创始人。1998年1月11日，第一个世界爱笑日在印度孟买举行，来自印度和国际上大笑俱乐部的12000余人参加了当天的集会活动。世界爱笑日和世界和平紧密相连，其目的之一，是通过笑来促进全人类同胞之情、朋友之情的觉醒。

## 活动
爱笑日当天，各俱乐部成员于格林尼治标准时间12:00开始，一起大笑3分钟。2000年1月9日，第一个印度之外的世界爱笑日集会在丹麦首都哥本哈根举行。当日在哥本哈根市政厅前举行了活动“快乐的人（Happy-Demic）”，超过一万人同时大笑，被载入吉尼斯世界纪录大全。
世界爱笑日伴随着大笑瑜伽的传播而被越来越多的国家了解。东南亚和台湾已有不少大笑瑜伽俱乐部积极投身此项活动，而在中国大陆，世界爱笑日尚未得到广泛普及。